# Åke Anderson (konstnär, född 1922)
Åke Wilhelm Andersson, född 2 april 1922 i Strängnäs stadsförsamling, död 13 november 1988 i Johannes församling, Stockholm, var en svensk konstnär.
Anderson studerade för Isaac Grünewald 1943–1946 och under upprepade studieresor till bland annat Frankrike och Spanien. Tillsammans med Lars-Gunnar Holmqvist ställde han ut på Nya konstsalongen i Eskilstuna 1950. Separat ställde han ut på bland annat Galerie Moderne i Stockholm och han medverkade i sörmländska samlingsutställningar. Bland hans offentliga arbeten märks en temperamålning på Mälarsjukhuset.[källa behövs] Anderson är representerad vi Moderna museet och Eskilstuna konstmuseum.